# Diapiro

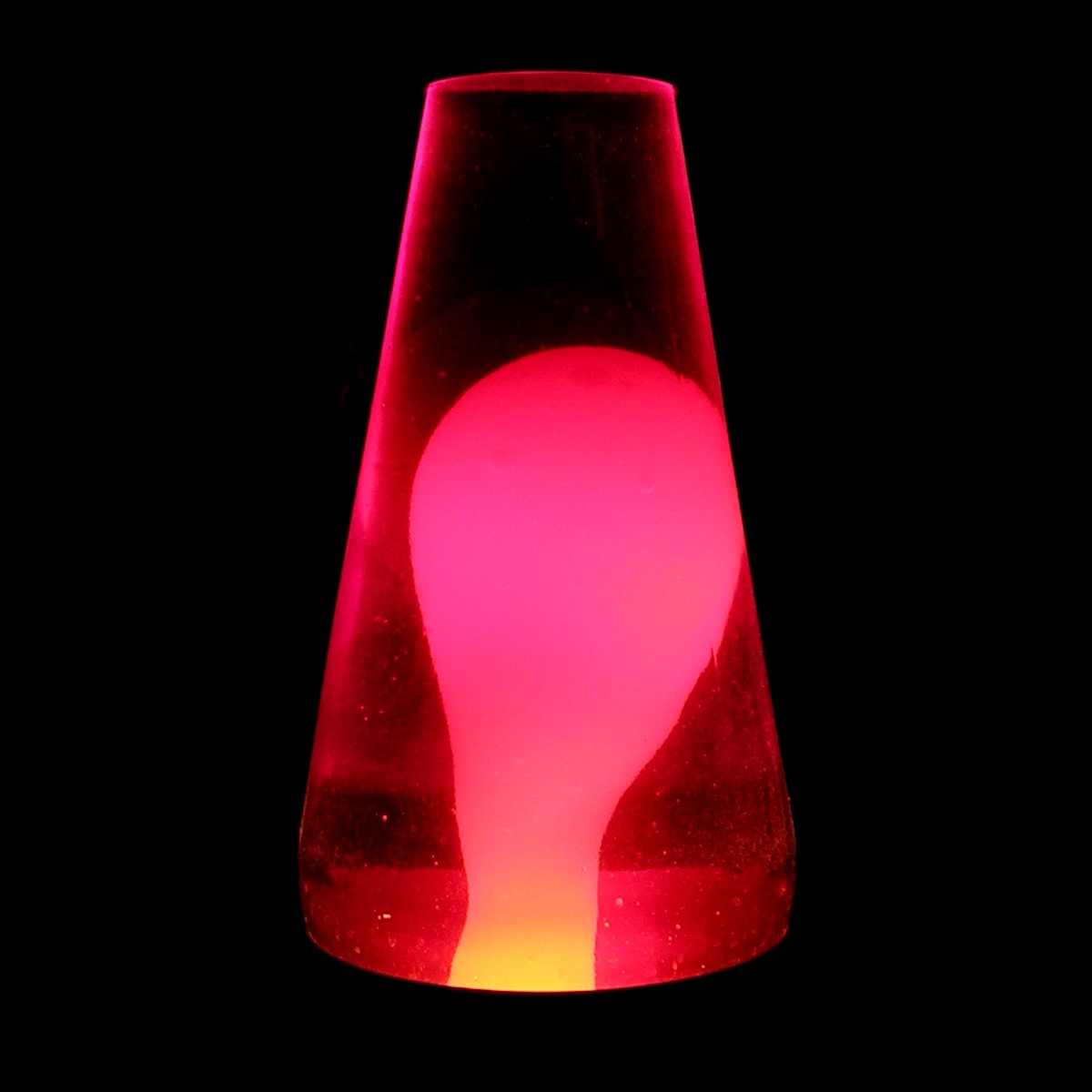
Una lampada a effetto lava illustra i principi alla base del diapiro

Un diapiro (dal greco διᾴπυρος: infuocato, rovente, caldissimo), in geologia, è una massa rocciosa semifusa, originata in una zona di fusione parziale del mantello superiore e risalita attraverso le rocce sovrastanti più recenti e più pesanti.
I diapiri possono includere sia strutture ignee, sia materiali relativamente "freddi", come per esempio i duomi salini e i diapiri di fango. In sostanza, un diapiro è una qualsiasi massa relativamente mobile che si intrude in uno strato preesistente (detto incassante). 
A mano a mano che il diapiro sale, la pressione esterna diminuisce con la conseguenza che una maggior quantità di materiale fonde. La risalita dei diapiri contribuisce alla formazione di serbatoi magmatici relativamente poco profondi o di condotti di alimentazione che costituiscono la fonte diretta dell'attività vulcanica. 
In genere i diapiri si intrudono verticalmente e verso l'alto lungo zone di debolezza strutturale nelle rocce soprastanti. Il loro movimento è legato ad un contrasto di densità tra la loro bassa densità e quella maggiore dell'incassante. Questa differenza causa una sorta di galleggiamento della massa. Questo fenomeno è noto come diapirismo.
Le potenziali sorgenti di diapiri sono le evaporiti e i fanghi. I diapiri possono formarsi anche nel Mantello terrestre quando una massa di magma caldo e meno denso si assembla e risale. Questi fenomeni magmatici sembrano essere associati allo sviluppo delle Grandi Province Magmatiche (Large Igneous Provinces) e dei Pennacchi di Mantello (Mantle plume).

## Importanza economica
I diapiri sono strutture risultanti dalla penetrazione di materiali esistenti da parte di materiali meno densi. Spingendo verso l'alto questi materiali, i diapiri possono creare anticlinali, duomi salini e altre strutture in grado di funzionare come trappole per idrocarburi e gas naturale.